# تاخین (چاشنی)
تاخین کلاسیکو (اسپانیایی: Tajín seasoning‎) که بیشتر با نام ساده تاخین (تلفظ در اسپانیایی: [taˈxin]) شناخته می‌شود، یک چاشنی مکزیکی است که عمدتاً از لیمو ترش، فلفل تند و نمک تهیه می‌شود و به اشکال گوناگون استفاده می‌شود.
اصولاً ترکیب فلفل قرمز و لیمو سبز ترش، یک ترکیب کلاسیک در غذاهای سنتی مکزیکی است و معمولاً با میوه‌ها و سبزیجات استفاده می‌شود. ترکیب شوری و شیرینی به‌طور کلی جزء اصلی آشپزی مکزیکی است. تاخین کلاسیکو در سال ۱۹۸۵ توسط «اوراسیو فرناندس» خلق شد که می‌خواست طعم سس ساخته‌شده توسط مادربزرگش را به صورت پودری بازآفرینی کند. فرناندس نام این محصول را از مکان باستان‌شناسی دوران پیشاکلمبی «تاخین» در استان وراکروز در شرق مکزیک الهام گرفت که در سال ۱۹۸۵ از آن بازدید کرده و تحت تأثیر آن قرار گرفته بود و متوجه شده بود که واژهٔ ají (آخی) به معنای فلفل قرمز دارای سه حرف مشابه است. تاخین کلاسیکو در سال ۱۹۹۳ وارد بازار ایالات متحده آمریکا شد و یک کارخانه در هیوستون ساخت و از آن پس تاخین به یک چاشنی محبوب در تگزاس مبدل شد. در دهه ۲۰۰۰ میلادی، این برند در سطح بین‌المللی پخش شد.
این پودر دانه‌ای، رنگی مایل به قرمز دارد با ترکیبی از طعم‌های شیرین، شور و ترش و یک تندی ملایم ناشی از فلفل قرمز. طعم لیموترش، طعم اصلی تاخین است و طعم فلفل قرمز آن را کمی تلطیف و متعادل می‌کند. هنگام مصرف این چاشنی، ظروف آشپزی یا غذارنگ مایل به قرمز به خود می‌گیرند. تاخین هنگامی که به عنوان چاشنی یا گارنیش استفاده می‌شود، به غذا یا میوه بافت دانه‌‌دار خاصی می‌بخشد.
علاوه بر میو‌ها و سبزیجات و دسر، تاخین را به لبهٔ لیوان حاوی مارگاریتا یا مارگاریتا هم می‌زنند.
تاخین همچنین می‌توان برای آماده‌سازی و طعم‌دادن به گوشت، مرغ یا ماهی به روی آنها مالیده شود. گاهی تاخین به عنوان جایگزینی برای نمک در املت یا پاپ کورن هم استفاده می‌شود.

## نگارخانه

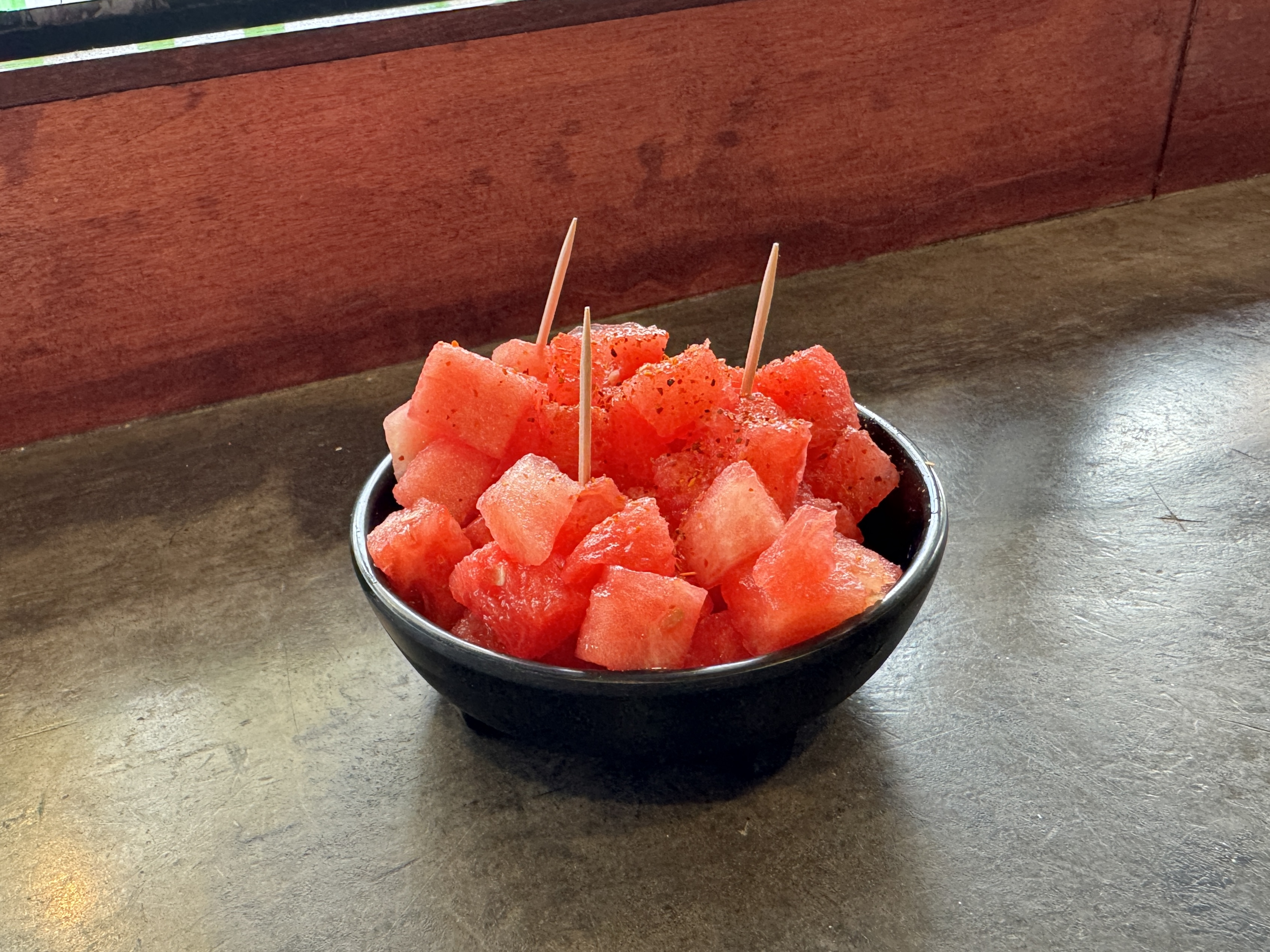
هندوانه با تاخین
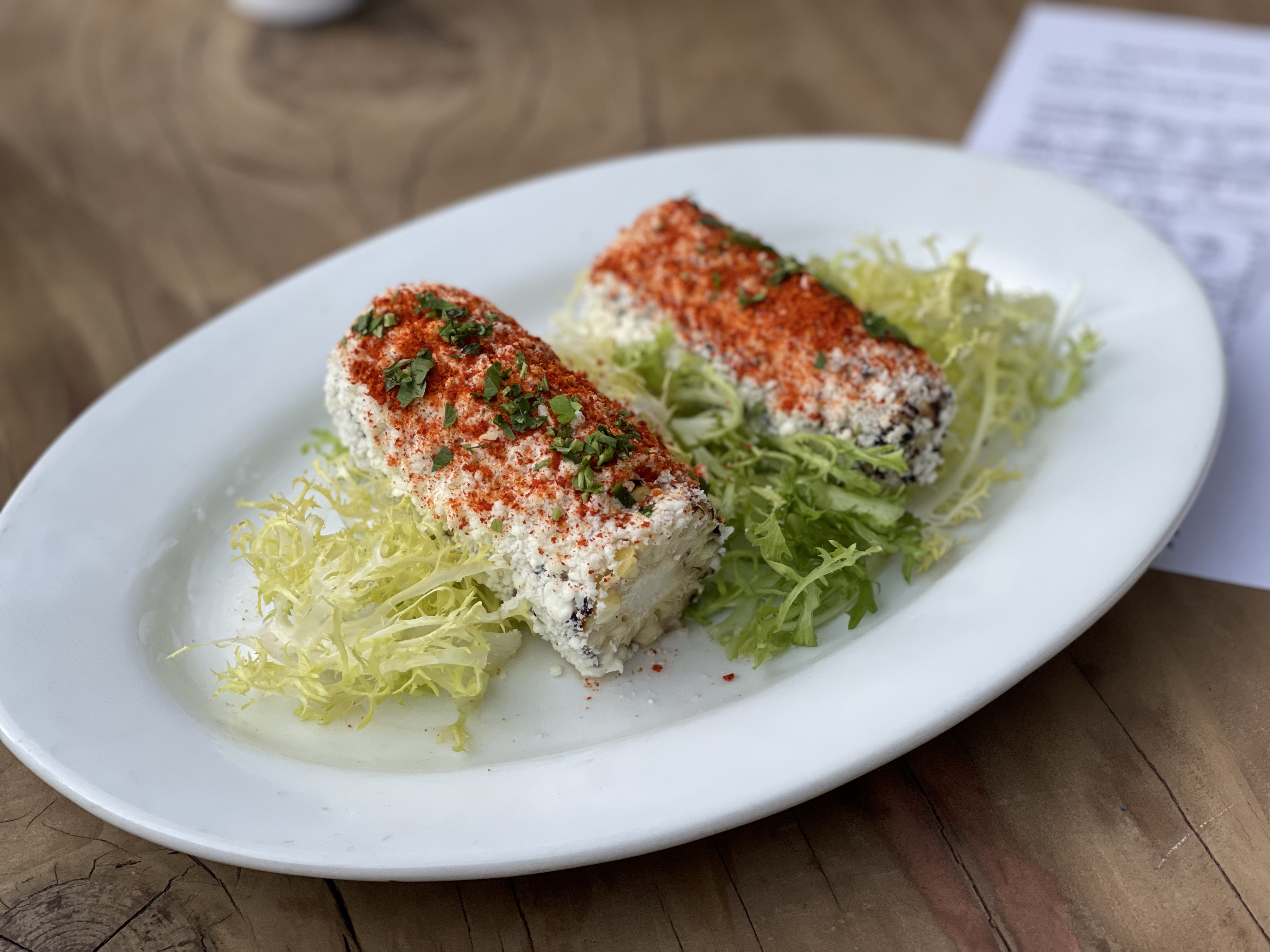
اِلوته با تاخین
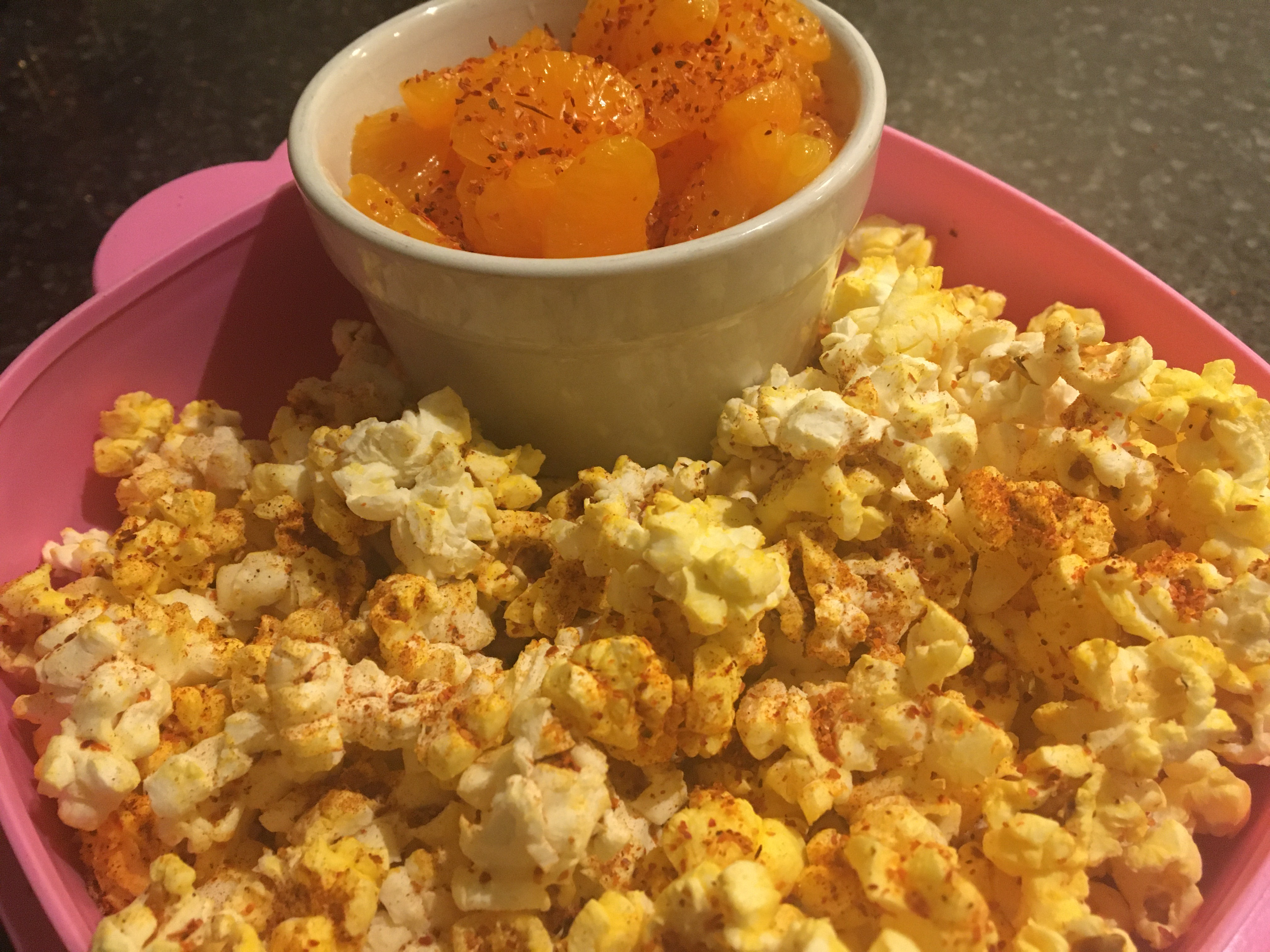
ماندارین و ذرت بو داده، هر دو در تاخین پوشیده شده‌اند
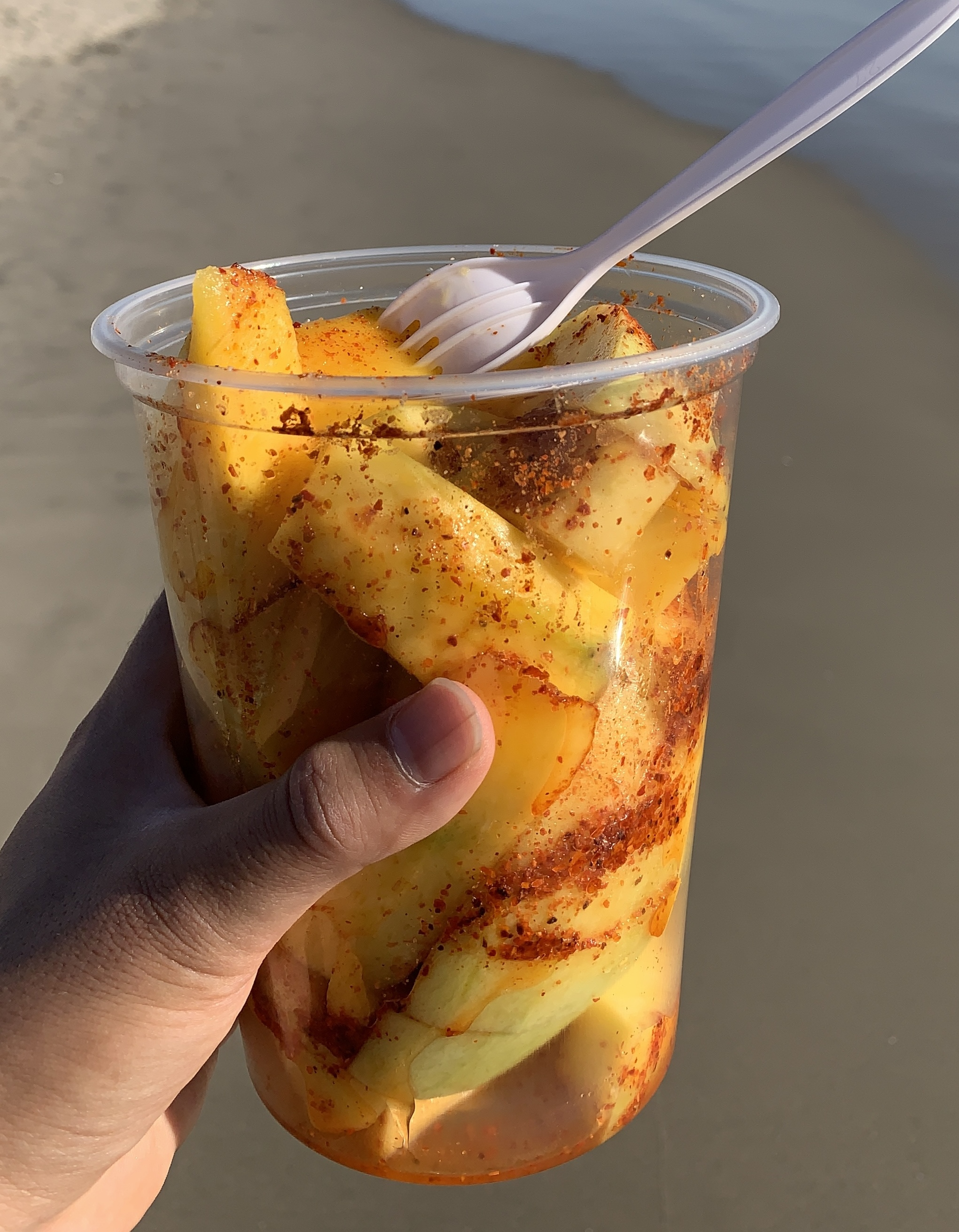
انبه با تاخین از فروشگاهی در سانتا مونیکا، کالیفرنیا
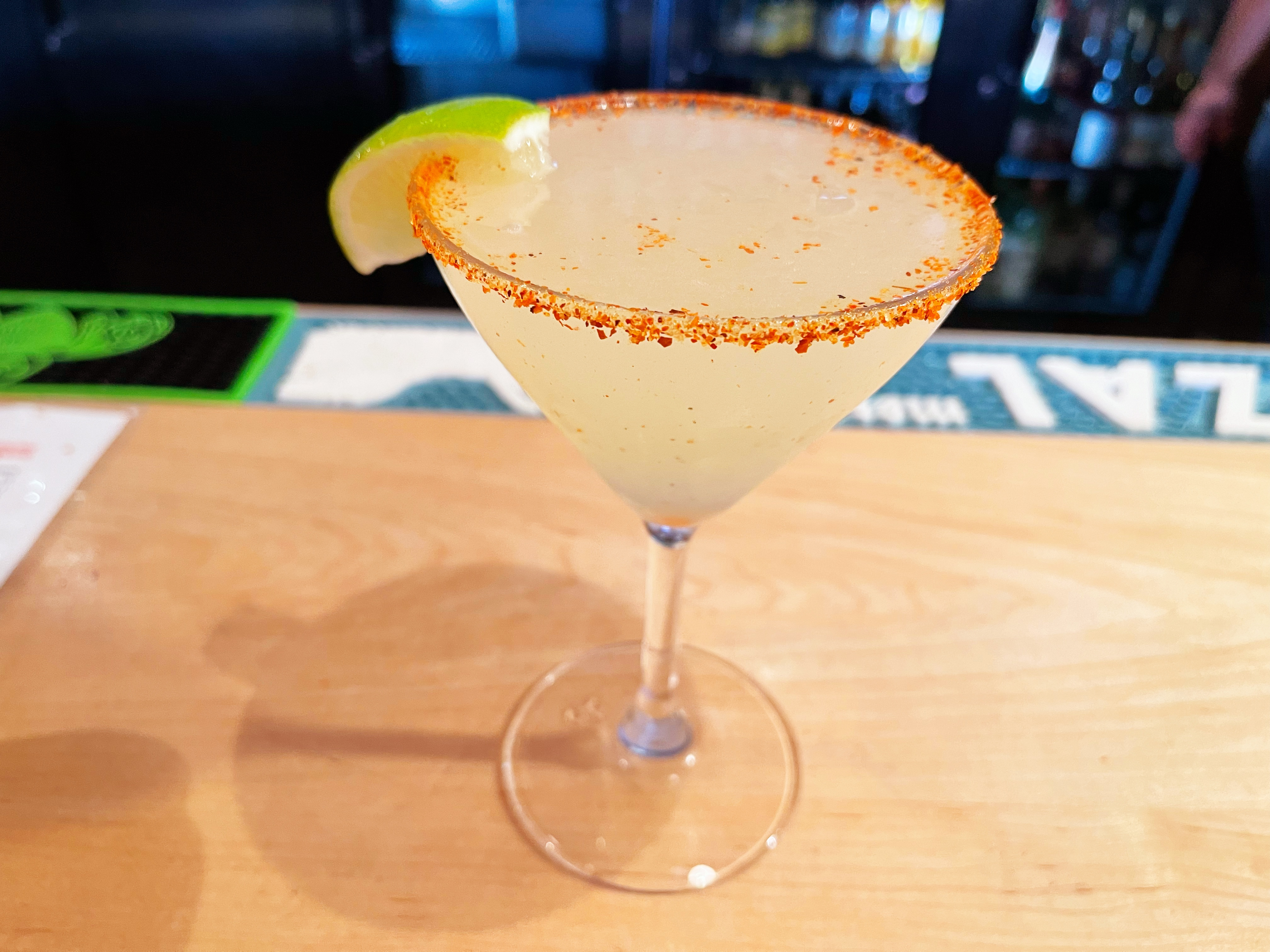
مارگاریتا در لیوانی با لبه‌های آغشته به تاخین